# Amarração

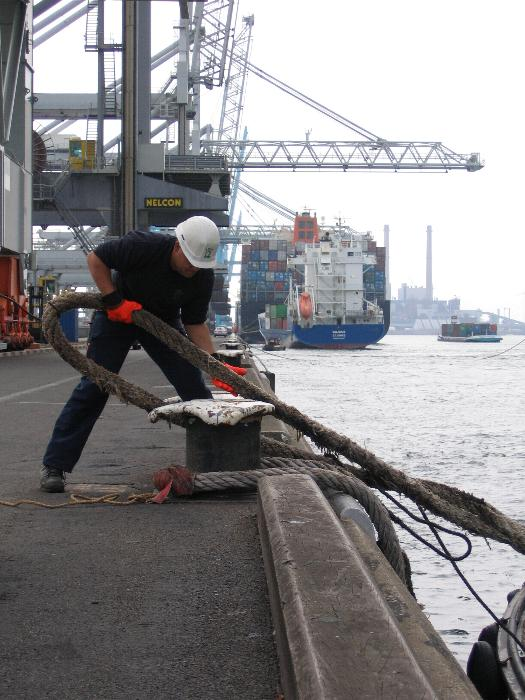
Amarração com uma Boça

Amarração - e não amarragem - é a fase que termina a acostagem de uma nave a um cais ou outra embarcação e ai a prende. Amarração porque se prendem os barcos com amarras. 
Nos navios a amarração  é feita com cabos muito grossos a que se chamam boças 